# Monts Caha
Les monts Caha (en anglais : Caha Mountains, en irlandais : An Ceachach) sont un massif montagneux du Sud-Ouest de l'Irlande, entre le comté de Cork et le comté de Kerry. Leur point culminant est Hungry Hill avec une altitude de 685 m.

## Géographie

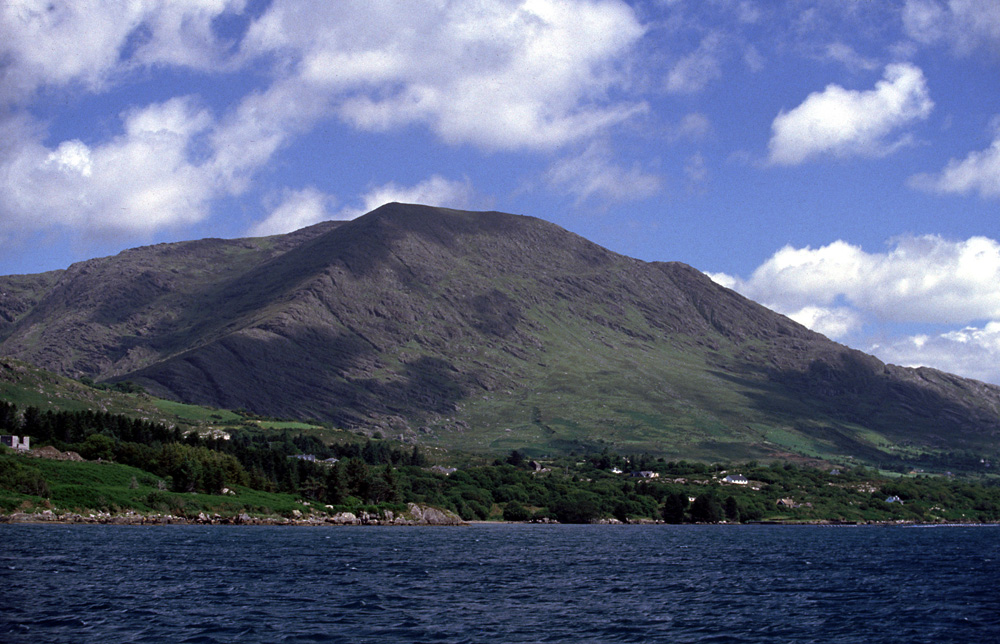
Hungry Hill, point culminant des monts Caha.

Knocknagree, Sugarloaf Mountain, Eskatarriff, Knocknaveacal, Derryclancy, Nareera, Killane Mountain et Baurearagh Mountain sont les sommets principaux après Hungry Hill.
Les monts Caha ont été classés zone spéciale de conservation (ZSP). La roche sous-jacente est constituée de vieux grès rouges ; le terrain se compose généralement de rochers escarpés et d'affleurements entrecoupés de pentes herbeuses. La partie sud de la chaîne arbore une large crête avec un plateau marécageux parsemé de petits lacs ; d'importantes falaises se trouvent dans la partie nord-ouest. Les autres types d'habitats sont constitués par la tourbière couverte, les landes humides et sèches, les pentes d'éboulis et les prairies riches en espèces diverses.

## Écologie
La prairie est dominée par la molinie bleue (Molinia caerulea), avec quelques graminées : nard raide (Nardus stricta), Festuca spp. et Agrostis spp. Les crêtes et les sommets sont moins fournis en végétation. La bruyère alpine sèche abrite la callune commune (Calluna vulgaris), la bruyère cendrée (Erica cinerea), la camarine noire (Empetrum nigrum), l'orpin rose (Rhodiola rosea), le chou de Saint-Patrick (Saxifraga spathularis), le gaillet des rochers (Galium saxatile), le saule herbacé (Salix herbacea) et la fétuque vivipare (Festuca vivipara), ainsi que des fougères : Hyménophylle de Wilson (Hymenophyllum wilsonii), Blechnum en épi (Struthiopteris spicant), Cystoptère fragile (Cystopteris fragilis), Capillaire vert (Asplenium viride), Lycopode sélagine (Huperzia selago) et la mousse Cyclodictyon laetevirens.
Les monts Caha sont remarquables pour la présence de la Minuartie recourbée Minuartia recurva, une Minuartia de montagne introuvable ailleurs en Irlande.
Au cours d'une étude botanique de ces montagnes en 2000, plus de deux cents plantes de la zone sabline alpine ont été trouvées dans chacun de ses deux emplacements connus. D'autres plantes rares ont été repérées : la sagine subulée (Sagina subulata), le jonc aggloméré  Juncus conglomeratus x J. effusus et le lycopode des tourbières Lycopodiella inundata, trouvé en abondance sur un rebord rocheux de Knockowen.
La fougère de Killarney (Vandenboschia speciosa) peut également être trouvée.
Les monts Caha abritent la limace du Kerry (Geomalacus maculosus) ou Loche celtique, des loutres, des blaireaux, des lièvres, des lézards, des truites brunes et des grenouilles. Le faucon pèlerin s'y reproduit et le Merle à plastron est l'un des oiseaux qui visitent la région pendant la migration.